# Une vie privée de l'abbé Maury

Une vie privée de l'abbé Maury est un pamphlet écrit par l'homme politique et journaliste Jacques-René Hébert, publié le 10 mai 1790, et dans lequel l'auteur se moque de l'abbé Maury, un écrivain et ecclésiastique alors député du clergé et adversaire déclaré de la Révolution.

## Éditions
Le pamphlet est publié à Paris avec la date de 1790, sans nom d'éditeur.